# Gurcy-le-Châtel
Pour les articles homonymes, voir Chatel.
Gurcy-le-Châtel est une commune française située dans le département de Seine-et-Marne en région Île-de-France.

## Géographie

### Localisation
Gurcy-le-Châtel se situe à la limite du plateau de la Brie aux confins du pays du Montois à 16 km au nord-est de Montereau-Fault-Yonne et à 12 km au sud-est de Nangis.

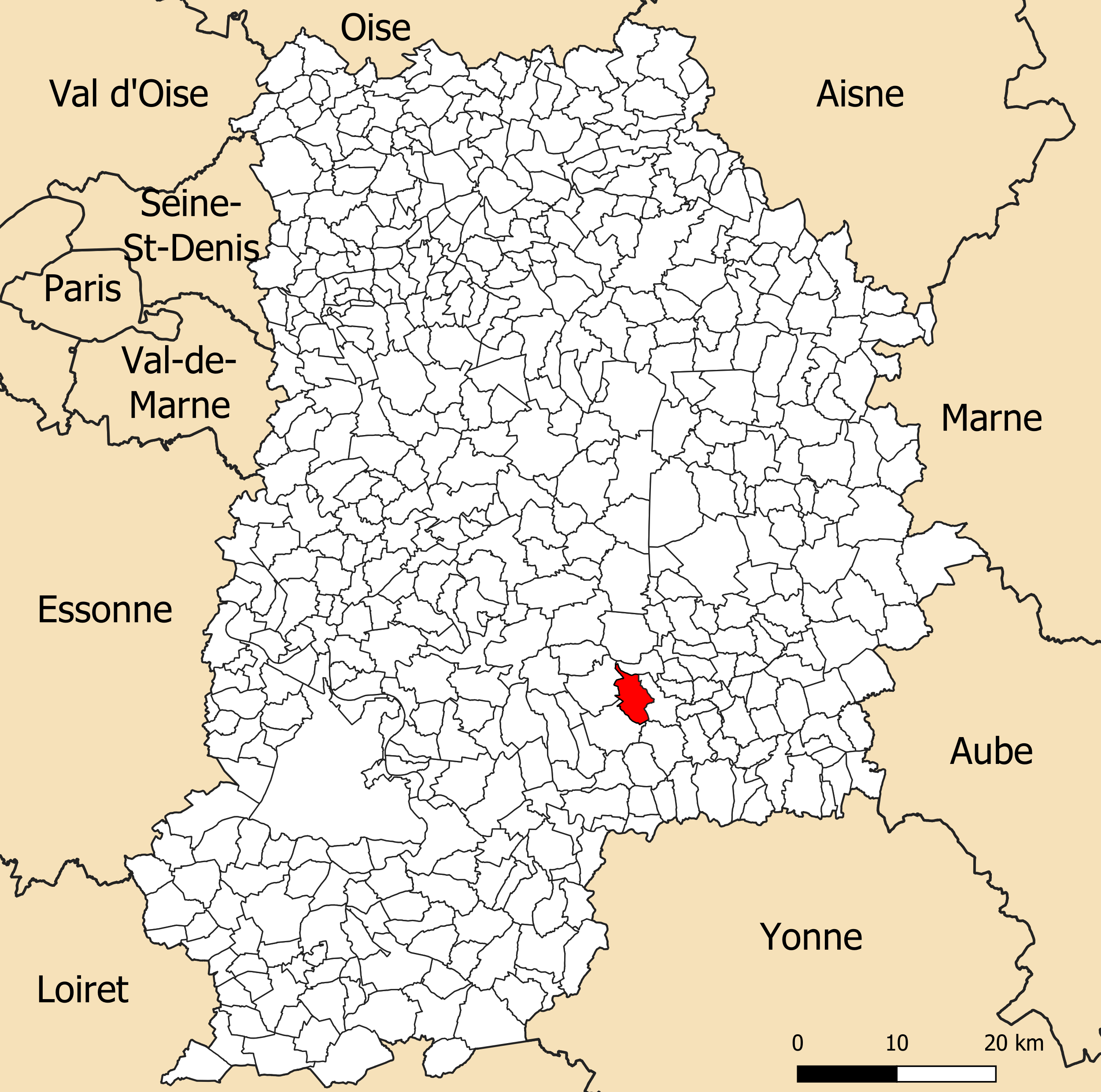
Localisation de la commune de Gurcy-le-Châtel dans le département de Seine-et-Marne

### Communes limitrophes
| Villeneuve-les-Bordes 4 km | Meigneux 4,7 km | Donnemarie-Dontilly 2,7 km |
|                            | Gurcy-le-Châtel |                            |
| Montigny-Lencoup 2,8 km    |                 | Égligny 5,3 km             |

### Relief et géologie
Bocage vallonné, forêts.

### Hydrographie

#### Réseau hydrographique

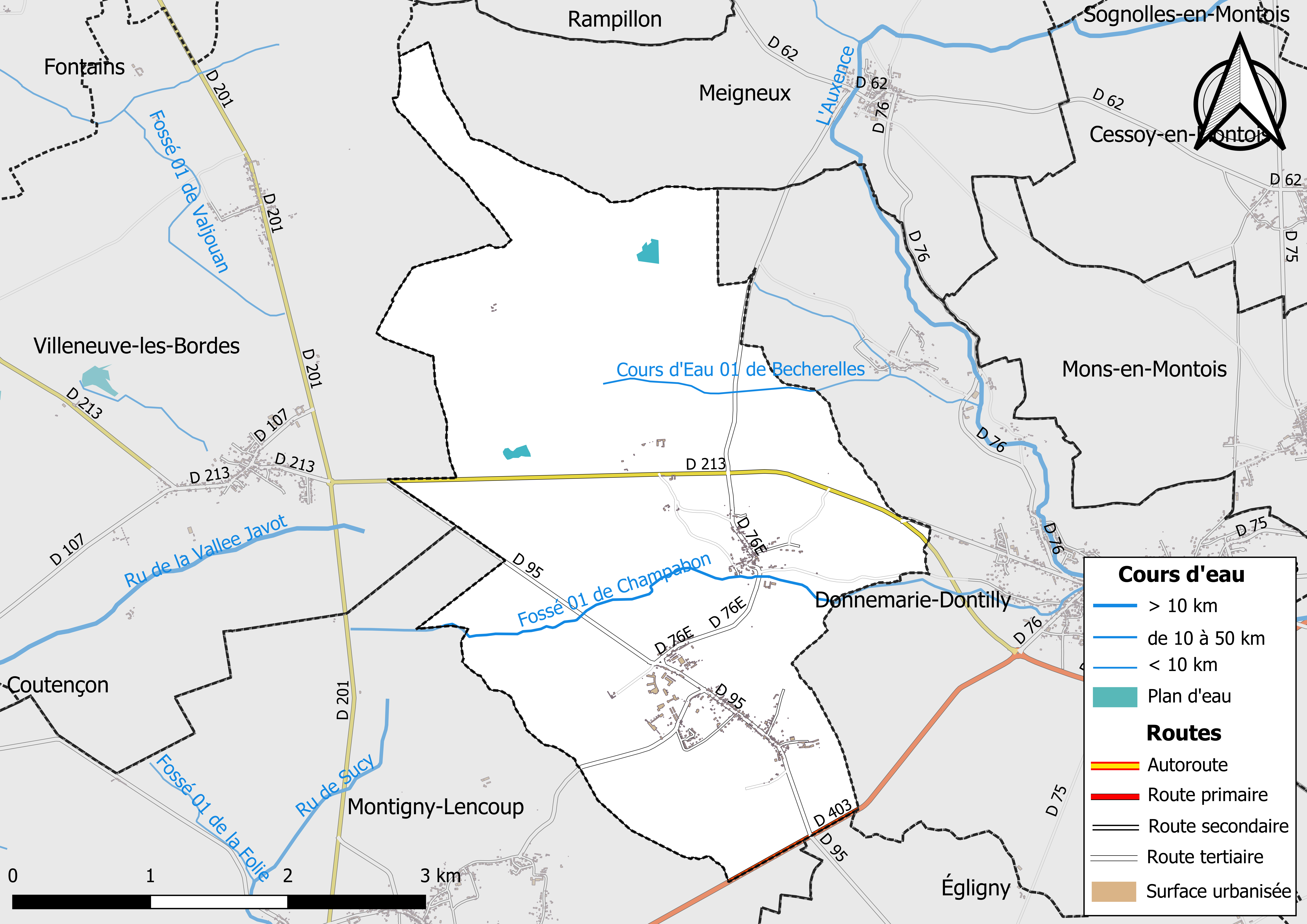
Carte des réseaux hydrographique et routier de Gurcy-le-Châtel.

Le réseau hydrographique de la commune se compose de deux cours d'eau référencés :
- le fossé 01 de Champabon ou ru du Moulin d'en haut, 5,92 km[2], et ;
- le cours d'eau 01 de Becherelles, 2,85 km[3] qui confluent avec l’Auxence ;

Par ailleurs, son territoire est également traversé par l’aqueduc de la Voulzie, alimentant en eau, Paris et sa région.
La longueur totale des cours d'eau sur la commune est de 6,5 km.

#### Gestion des cours d'eau
Afin d’atteindre le bon état des eaux imposé par la Directive-cadre sur l'eau du 23 octobre 2000, plusieurs outils de gestion intégrée s’articulent à différentes échelles : le SDAGE, à l’échelle du bassin hydrographique, et le SAGE, à l’échelle locale. Ce dernier fixe les objectifs généraux d’utilisation, de mise en valeur et de protection quantitative et qualitative des ressources en eau superficielle et souterraine. Le département de Seine-et-Marne est couvert par six SAGE, au sein du bassin Seine-Normandie.
La commune fait partie du SAGE « Bassée Voulzie », en cours d'élaboration en décembre 2020. Le territoire de ce SAGE concerne 144 communes dont 73 en Seine-et-Marne, 50 dans l'Aube, 15 dans la Marne et 6 dans l'Yonne, pour une superficie de 1 710 km2,. Le pilotage et l’animation du SAGE sont assurés par Syndicat Mixte Ouvert de l’eau potable, de l’assainissement collectif, de l’assainissement non collectif, des milieux aquatiques et de la démoustication (SDDEA), qualifié de « structure porteuse ».

### Climat
Pour des articles plus généraux, voir Climat de l'Île-de-France et Climat de Seine-et-Marne.
En 2010, le climat de la commune est de type climat océanique dégradé des plaines du Centre et du Nord, selon une étude du CNRS s'appuyant sur une série de données couvrant la période 1971-2000. En 2020, Météo-France publie une typologie des climats de la France métropolitaine dans laquelle la commune est exposée à un climat océanique altéré et est dans la région climatique Nord-est du bassin Parisien, caractérisée par un ensoleillement médiocre, une pluviométrie moyenne régulièrement répartie au cours de l’année et un hiver froid (3 °C).
Pour la période 1971-2000, la température annuelle moyenne est de 11 °C, avec une amplitude thermique annuelle de 15,4 °C. Le cumul annuel moyen de précipitations est de 729 mm, avec 11,1 jours de précipitations en janvier et 7,6 jours en juillet. Pour la période 1991-2020, la température moyenne annuelle observée sur la station météorologique la plus proche, située sur la commune de La Brosse-Montceaux à 15 km à vol d'oiseau, est de 12,0 °C et le cumul annuel moyen de précipitations est de 652,9 mm,. Pour l'avenir, les paramètres climatiques de la commune estimés pour 2050 selon différents scénarios d'émission de gaz à effet de serre sont consultables sur un site dédié publié par Météo-France en novembre 2022.

### Milieux naturels et biodiversité
Aucun espace naturel présentant un intérêt patrimonial n'est recensé sur la commune dans l'inventaire national du patrimoine naturel,,.

## Urbanisme

### Typologie
Au 1er janvier 2024, Gurcy-le-Châtel est catégorisée commune rurale à habitat dispersé, selon la nouvelle grille communale de densité à sept niveaux définie par l'Insee en 2022.
Elle est située hors unité urbaine. Par ailleurs la commune fait partie de l'aire d'attraction de Paris, dont elle est une commune de la couronne,. Cette aire regroupe 1 929 communes,.

### Lieux-dits et écarts
La commune compte 88 lieux-dits administratifs répertoriés consultables ici (source : le fichier Fantoir) dont Chalautre la Reposte (ancienne commune), la Boissière.

### Occupation des sols
L'occupation des sols de la commune, telle qu'elle ressort de la base de données européenne d’occupation biophysique des sols Corine Land Cover (CLC), est marquée par l'importance des forêts et milieux semi-naturels (58 % en 2018), en augmentation par rapport à 1990 (57,1 %). La répartition détaillée en 2018 est la suivante : 
forêts (58% ), terres arables (36% ), zones urbanisées (3,8% ), zones agricoles hétérogènes (2,2 %).
Parallèlement, L'Institut Paris Région, agence d'urbanisme de la région Île-de-France, a mis en place un inventaire numérique de l'occupation du sol de l'Île-de-France, dénommé le MOS (Mode d'occupation du sol), actualisé régulièrement depuis sa première édition en 1982. Réalisé à partir de photos aériennes, le Mos distingue les espaces naturels, agricoles et forestiers mais aussi les espaces urbains (habitat, infrastructures, équipements, activités économiques, etc.) selon une classification pouvant aller jusqu'à 81 postes, différente de celle de Corine Land Cover,,. L'Institut met également à disposition des outils permettant de visualiser par photo aérienne l'évolution de l'occupation des sols de la commune entre 1949 et 2018.

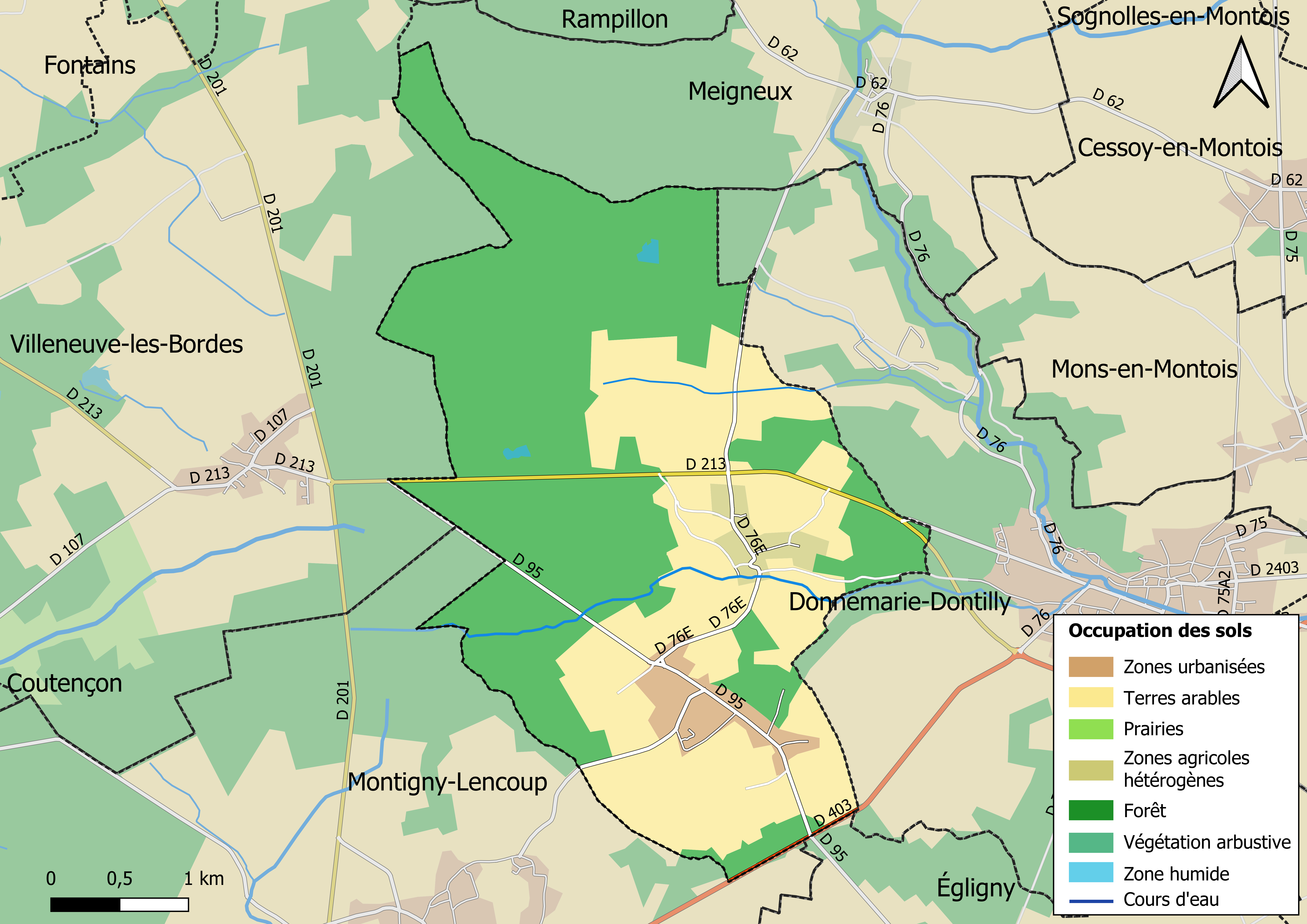
Carte des infrastructures et de l'occupation des sols en 2018 (CLC) de la commune.
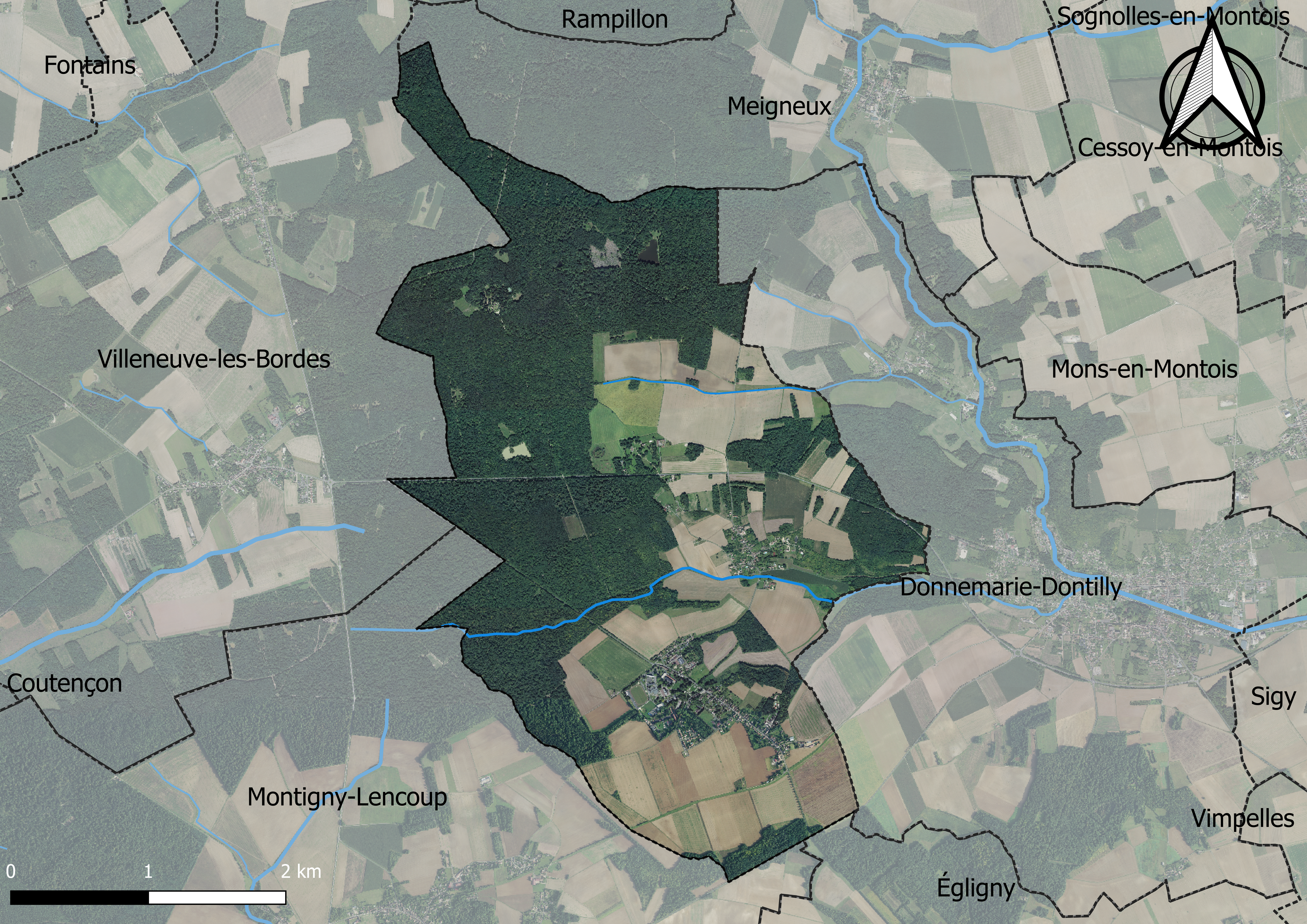
Carte orhophotogrammétrique de la commune.

### Planification
La loi SRU du 13 décembre 2000 a incité les communes à se regrouper au sein d’un établissement public, pour déterminer les partis d’aménagement de l’espace au sein d’un SCoT, un document d’orientation stratégique des politiques publiques à une grande échelle et à un horizon de 20 ans et s'imposant aux documents d'urbanisme locaux, les PLU (Plan local d'urbanisme). La commune est dans le territoire du SCOT Grand Provinois, dont le projet a été arrêté le 29 janvier 2020, porté par le syndicat mixte d’études et de programmation (SMEP) du Grand Provinois, qui regroupe les Communautés de Communes du Provinois et de Bassée-Montois, soit 82 communes.
La commune disposait en 2019 d'un plan local d'urbanisme en révision. Le zonage réglementaire et le règlement associé peuvent être consultés sur le Géoportail de l'urbanisme.

### Logement
En 2016, le nombre total de logements dans la commune était de 253 dont 96,8 % de maisons et 2,8 % d’appartements.
Parmi ces logements, 85,4 % étaient des résidences principales, 10,7 % des résidences secondaires et 4 % des logements vacants.
La part des ménages propriétaires de leur résidence principale s’élevait à 81,5 % contre 13,9 % de locataires et 4,6 % logés gratuitement.

### Voies de communication et transports

#### Transports
La gare SNCF la plus proche est  la Gare de Nangis, située à 12,7 kilomètres, (19 minutes). Elle est desservie par les trains de la ligne P du Transilien à partir de la gare de l'Est à Paris.

## Toponymie
Le nom de la localité est attesté sous la forme Gurci en 1227.
Du latin gurritiacum, « domaine de Gurritius, Gurrius ou curius (soigneux) » d'après Jean-Marie Ricolfis,.
Le Châtel est un déterminant dérivant du latin castella (pluriel de castellum) désignant un château.

## Histoire
Gurcy-le-Châtel absorbe, en 1968, l'ancienne commune de Chalautre-la-Reposte.
Gurcy-le Chatel a abrité de 1940 à 2004 l'Ecole Nationale des métiers d'EDF. L'histoire de cette école a été retracée dans deux mémoires de Master par une étudiante en Histoire Contemporaine à l'Université de Nanterre, Mireille LANDROT: un master 1 sur la période 1940-1943 et un Master 2 sur la période 1943-1969 

## Politique et administration

### Liste des maires
| Période                                  | Période   | Identité            | Étiquette | Qualité |
| ---------------------------------------- | --------- | ------------------- | --------- | --- |
| Les données manquantes sont à compléter. |           |                     |           | |
| ca. 1982                                 |           | Marc Fromion        | PS        | Professeur d'éducation physique et sportive Député de Seine-et-Marne (juillet → déc. 1981) Conseiller général de Donnemarie-Dontilly (1979 → 1982) |
| mars 2001                                | mars 2008 | Jean-Pierre Cellier |           | |
| mars 2008                                | En cours  | Nadine Villiers     |           | Enseignante |

## Équipements et services

### Eau et assainissement
L’organisation de la distribution de l’eau potable, de la collecte et du traitement des eaux usées et pluviales relève des communes. La loi NOTRe de 2015 a accru le rôle des EPCI à fiscalité propre en leur transférant cette compétence. Ce transfert devait en principe être effectif au 1er janvier 2020, mais la loi Ferrand-Fesneau du 3 août 2018 a introduit la possibilité d’un report de ce transfert au 1er janvier 2026,.

#### Assainissement des eaux usées
En 2020, la commune de Gurcy-le-Châtel gère le service d’assainissement collectif (collecte, transport et dépollution) en régie directe, c’est-à-dire avec ses propres personnels.
L’assainissement non collectif (ANC) désigne les installations individuelles de traitement des eaux domestiques qui ne sont pas desservies par un réseau public de collecte des eaux usées et qui doivent en conséquence traiter elles-mêmes leurs eaux usées avant de les rejeter dans le milieu naturel. La communauté de communes de la Bassée - Montois (CCBM) assure pour le compte de la commune le service public d'assainissement non collectif (SPANC), qui a pour mission de vérifier la bonne exécution des travaux de réalisation et de réhabilitation, ainsi que le bon fonctionnement et l’entretien des installations,.

#### Eau potable
En 2020, l'alimentation en eau potable est assurée par la commune qui gère le service en régie,.
Les nappes de Beauce et du Champigny sont classées en zone de répartition des eaux (ZRE), signifiant un déséquilibre entre les besoins en eau et la ressource disponible. Le changement climatique est susceptible d’aggraver ce déséquilibre. Ainsi afin de renforcer la garantie d’une distribution d’une eau de qualité en permanence sur le territoire du département, le troisième Plan départemental de l’eau signé, le 3 octobre 2017, contient un plan d’actions afin d’assurer avec priorisation la sécurisation de l’alimentation en eau potable des Seine-et-Marnais. A cette fin a été préparé et publié en décembre 2020 un schéma départemental d’alimentation en eau potable de secours dans lequel huit secteurs prioritaires sont définis. La commune fait partie du secteur Nangis.

## Population et société

### Démographie
L'évolution du nombre d'habitants est connue à travers les recensements de la population effectués dans la commune depuis 1793. Pour les communes de moins de 10 000 habitants, une enquête de recensement portant sur toute la population est réalisée tous les cinq ans, les populations de référence des années intermédiaires étant quant à elles estimées par interpolation ou extrapolation. Pour la commune, le premier recensement exhaustif entrant dans le cadre du nouveau dispositif a été réalisé en 2006.

En 2022, la commune comptait 563 habitants, en évolution de −2,26 % par rapport à 2016 (Seine-et-Marne : +3,92 %, France hors Mayotte : +2,11 %).
| 1793 | 1800 | 1806 | 1821 | 1831 | 1836 | 1841 | 1846 | 1851 |
| ---- | ---- | ---- | ---- | ---- | ---- | ---- | ---- | ---- |
| 249  | 254  | 243  | 259  | 276  | 276  | 278  | 280  | 289  |

| 1856 | 1861 | 1866 | 1872 | 1876 | 1881 | 1886 | 1891 | 1896 |
| ---- | ---- | ---- | ---- | ---- | ---- | ---- | ---- | ---- |
| 296  | 274  | 277  | 234  | 256  | 219  | 210  | 205  | 237  |

| 1901 | 1906 | 1911 | 1921 | 1926 | 1931 | 1936 | 1946 | 1954 |
| ---- | ---- | ---- | ---- | ---- | ---- | ---- | ---- | ---- |
| 239  | 228  | 208  | 161  | 135  | 135  | 119  | 306  | 513  |

| 1962 | 1968 | 1975 | 1982 | 1990 | 1999 | 2006 | 2011 | 2016 |
| ---- | ---- | ---- | ---- | ---- | ---- | ---- | ---- | ---- |
| 376  | 328  | 409  | 393  | 352  | 384  | 487  | 581  | 576  |

| 2021 | 2022 | - | - | - | - | - | - | - |
| ---- | ---- | - | - | - | - | - | - | - |
| 564  | 563  | - | - | - | - | - | - | - |

### Enseignement
- École maternelle et élémentaire.

#### Centre de formation
Cette commune bordée par les bois, à quelques kilomètres de Donnemarie-Dontilly a été marquée par la présence sur son territoire d'une école de métiers d'Électricité de France (EDF), dans laquelle étaient formés des ouvriers et des techniciens dans les domaines de la distribution et de la production d'énergie électrique. Certaines rues portent d'ailleurs les noms de personnes qui ont notamment marqué l'épopée électrique ou l'esprit des scientifiques (Branly, Ampère, Edison, Descartes, Curie).
Ce centre de formation Électricité de France est né de la nationalisation des industries électriques et gazières, au lendemain de la guerre. Le système éducatif traditionnel était loin de pouvoir fournir tous les besoins en compétences pour relever les infrastructures de l'énergie électrique nécessaires au redressement de l'économie nationale. Cette école faisait d'ailleurs l'objet d'une convention avec l'Éducation nationale.
Les jeunes gens de 16 ou 17 ans étaient recrutés au sortir de 3e ou d'une classe de Certificat d'aptitude professionnelle (CAP), par voie de concours et suivaient une formation technique intensive et accélérée sur 12 ou 18 mois.
Cette formation de base était accompagnée d'un style de fonctionnement assez révolutionnaire pour l'époque, l'autodiscipline. Il y avait un système de démocratie interne, avec élections des responsables choisis parmi les élèves ayant déjà passé leurs premiers six mois dans l'école.
L'école de métiers de Gurcy-le-Châtel a évolué au rythme de l'évolution d'EDF. Partant de la prépondérance de la formation dans les métiers de la distribution et de la production d'électricité hydraulique elle a évolué vers les métiers de la production thermique (charbon et fuel), puis de l'énergie nucléaire.
Cette évolution s'est traduite également dans un changement du profil de ceux qui venaient apprendre et se perfectionner. Ce furent d'abord des jeunes issus de l'enseignement technique de base, puis des jeunes ayant un plus grand potentiel d'évolution pour devenir rapidement des techniciens, ce fut aussi, un temps en parallèle pour devenir complètement, un centre de perfectionnement pour des agents EDF en poste.
Gurcy est aussi devenu un centre mondial d'activités de coopération technique et pédagogique avec des actions sur tous les continents, ce centre était dénommé Centre d'études et d'applications pédagogiques. On peut aussi citer les actions très spécifiques, formation et perfectionnement des enseignants, une sorte d'IUFM EDF en quelque sorte, et les formations aux travaux sous tension, techniques enviées par les professionnels du monde entier.
Fin des années 1990, l'activité a fortement décru pour cesser définitivement à l'automne 2004.
Racheté par le Service départemental d'incendie et de secours de Seine-et-Marne, il connait une deuxième vie comme centre de formation départemental des sapeurs-pompiers, qui nécessite la réalisation de travaux d'envergure.

## Économie

### Revenus de la population et fiscalité
Le nombre de ménages fiscaux en 2016 était de 207 représentant 560 personnes et la  médiane du revenu disponible par unité de consommation  de 22 721 €.

### Emploi
En 2017 , le nombre total d’emplois dans la zone était de 131, occupant 266 actifs  résidants.
Le taux d'activité de la population (actifs ayant un emploi) âgée de 15 à 64 ans s'élevait à 71,1 % contre un taux de chômage de 6,7 %. 
Les 22,2 % d’inactifs se répartissent de la façon suivante : 11,3 % d’étudiants et stagiaires non rémunérés, 7,9 % de retraités ou préretraités et 2,9 % pour les autres inactifs.

### Secteurs d'activité

#### Entreprises et commerces
En 2018, le nombre d'établissements actifs était de 28 dont 5 dans l’industrie manufacturière, industries extractives et autres, 3 dans la construction, 6 dans le commerce de gros et de détail, transports, hébergement et restauration, 1 dans l’Information et communication,  2 dans les activités financières et d'assurance, 6 dans les activités spécialisées, scientifiques et techniques et activités de services administratifs et de soutien, 1 dans l’administration publique, enseignement, santé humaine et action sociale et 4  étaient relatifs aux autres activités de services.
En 2019, 2 entreprises ont été créées sur le territoire de la commune, dont 1 individuelle.
Au 1er janvier 2020, la commune ne disposait pas d’hôtel et de terrain de camping.

#### Agriculture
Gurcy-le-Châtel est dans la petite région agricole dénommée le « Montois », une petite région à l'est du département, en limite sud de la Brie. En 2010, l'orientation technico-économique de l'agriculture sur la commune est la culture de céréales et d'oléoprotéagineux (COP).
Si la productivité agricole de la Seine-et-Marne se situe dans le peloton de tête des départements français, le département enregistre un double phénomène de disparition des terres cultivables (près de 2 000 ha par an dans les années 1980, moins dans les années 2000) et de réduction d'environ 30 % du nombre d'agriculteurs dans les années 2010. Cette tendance se retrouve au niveau de la commune où le nombre d’exploitations est passé de 6 en 1988 à 4 en 2010. Parallèlement, la taille de ces exploitations augmente, passant de 103 ha en 1988 à 149 ha en 2010.
Le tableau ci-dessous présente les principales caractéristiques des exploitations agricoles de Gurcy-le-Châtel, observées sur une période de 22 ans : 
|                                      | 1988 | 2000 | 2010 |
| ------------------------------------ | ---- | ---- | ---- |
| Dimension économique,                |      |      |      |
| Nombre d’exploitations (u)           | 6    | 6    | 4    |
| Travail (UTA)                        | 13   | 10   | 6    |
| Surface agricole utilisée (ha)       | 615  | 623  | 596  |
| Cultures                             |      |      |      |
| Terres labourables (ha)              | 587  | 598  | 576  |
| Céréales (ha)                        | 454  | 401  | 368  |
| dont blé tendre (ha)                 | 247  | 274  | 215  |
| dont maïs-grain et maïs-semence (ha) | 149  | 34   | s    |
| Tournesol (ha)                       | 43   |      |      |
| Colza et navette (ha)                | 43   | 81   | 82   |
| Élevage                              |      |      |      |
| Cheptel (UGBTA)                      | 60   | 27   | 16   |

## Culture locale et patrimoine

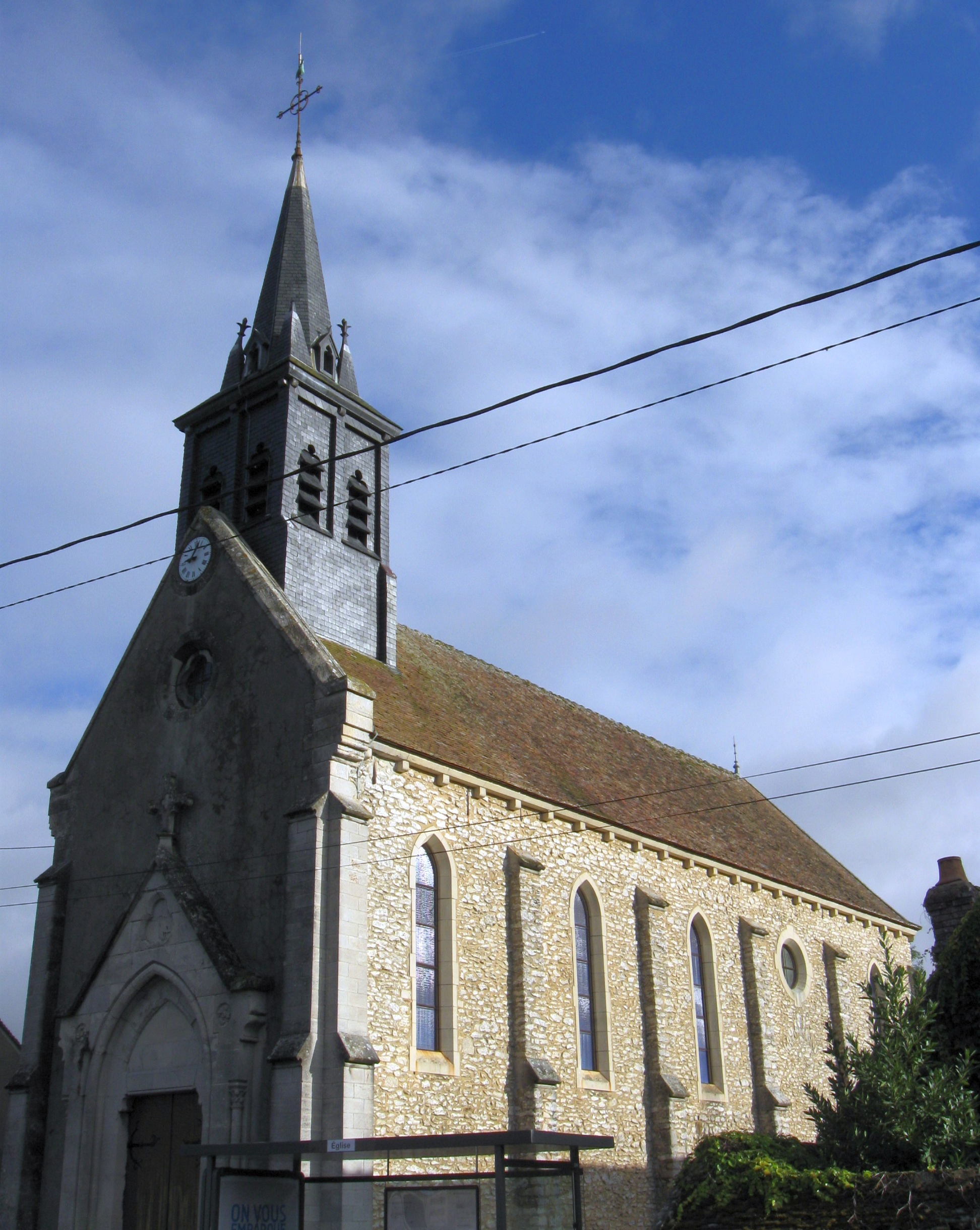
L'église Saint-Jacques-le-Majeur.

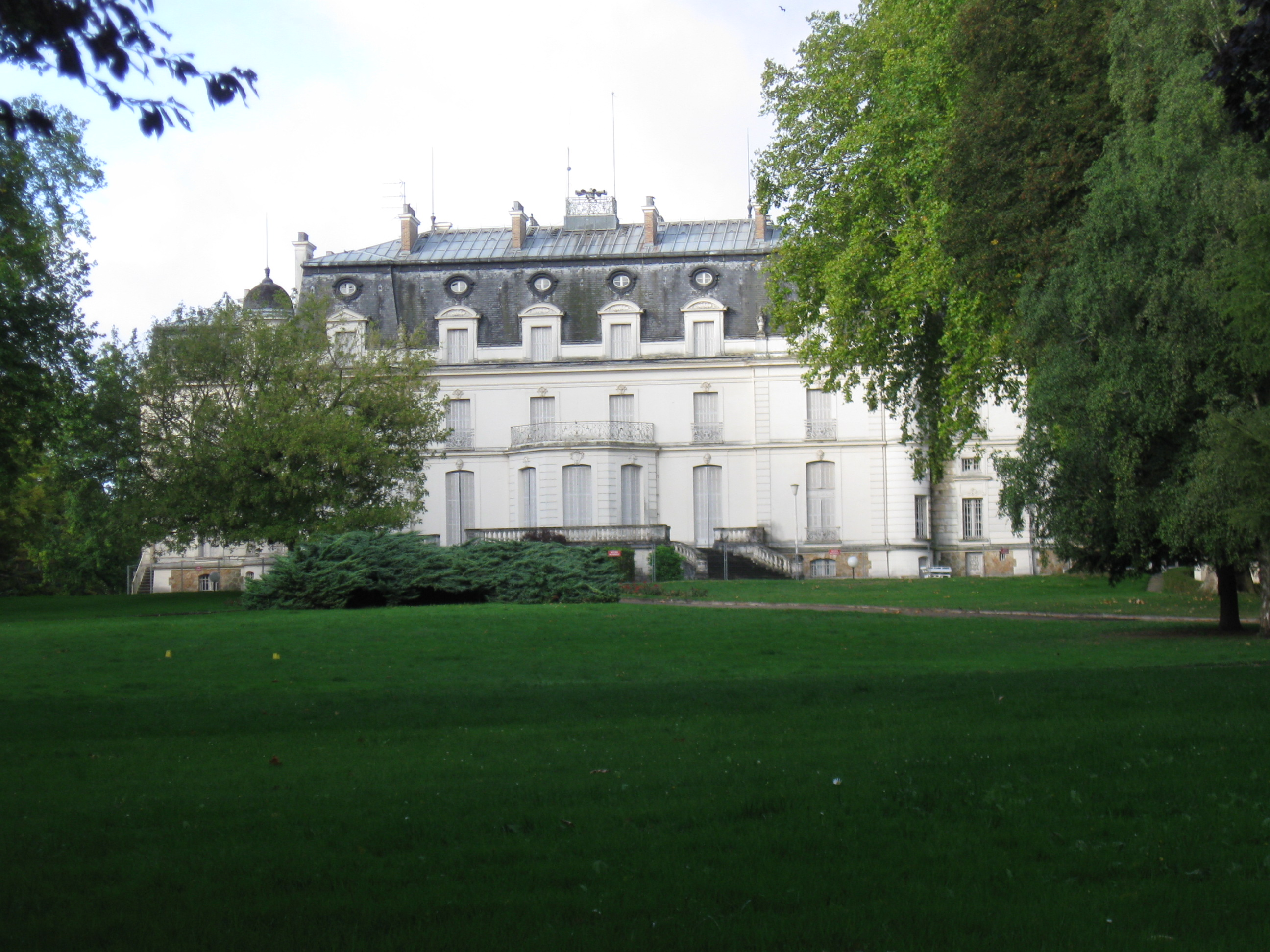
Le château.

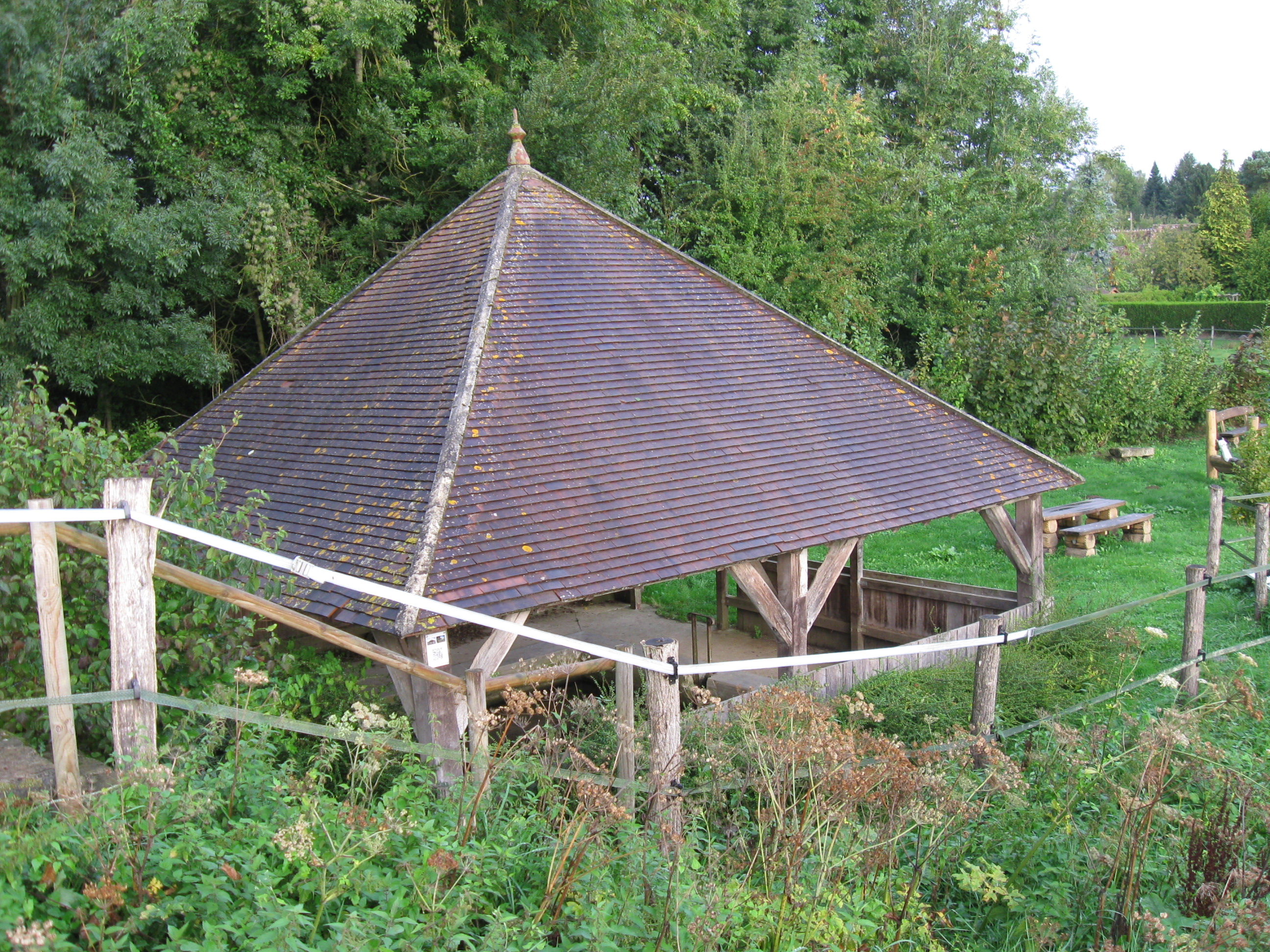
Lavoir de Chalautre-la-Reposte.

### Lieux et monuments

#### À Gurcy-le-Châtel
- Les vestiges de l'ancienne église Saint-Jacques-le-Majeur (XIIIe siècle), IMH en 1931.
- La nouvelle église Saint-Jacques-le-Majeur (XIXe siècle).
- La fontaine de dévotion Saint-Jacques, qui sourd sous une voûte médiévale.
- Le château du XIXe siècle rebâti par le comte d'Haussonville, à l'emplacement du château XVe siècle qu'il fit démolir en 1840-1841.

#### À Chalautre-la-Reposte
- L'église Saint-Pancrace.
- Les ruines du château féodal de la Motte.
- Le lavoir récemment restauré.

### Personnalités liées à la commune
- Le comte Paul-Gabriel d’Haussonville, homme politique et écrivain, est né le 21 septembre 1843 à Gurcy-Le-Châtel. Ancien député, il assiste le duc de Broglie lors de la crise du 16 mai 1877. Il fut élu à l'Académie française en 1888 et à l'Académie des sciences morales et politiques en 1904.

Dans le domaine du sport, Gurcy a notamment été une pépinière rugbystique tant pour le Racing que pour l'Équipe de France. De grands noms s'y sont croisés comme ceux de Michel Crauste et François Moncla.
Ses équipes sportives étaient aussi réputées dans les domaines de l'athlétisme, du football, du handball, du judo, de l'escrime…